# 費多爾·波雷寧
费多尔·彼得罗维奇·波雷宁 ( 俄语：Фёдор Петро́вич Полы́нин, 1906年10月20日 - 1981年11月21日），又名芬波, 是苏联轰炸机飞行员和军事领导人，参加了苏德战争和其他战争和军事冲突。蘇聯英雄，航空上将、波兰中将（波兰，1945年8月9日），波兰空军司令（1944-1949年）。

## 生平
1906年10月20日出生于薩馬拉省苏黑·奥特罗格村(俄语：Сухой Отрог)。
1928年10月起参加红军。1929 年毕业于沃利斯克飞行员和航空技术员联合学校、奥伦堡第三飞行员和飞行军官学校。 1931年6月起在红军空军学院航空旅服役。1931年6月起在红军空军学院航空旅服役。1933年11月至1934年10月，他在新疆战区出差，正式就地训练中国飞行员并担任军事顾问。但事实上，他还出动P-5飞机轰炸那些反抗该省统治者盛世才的叛变部队，这帮助击退了叛军袭击乌鲁木齐的企图。
1937年11月至1938年4月参加中国抗日战争。在那里，波雷宁指挥汉口轰炸机航空大队（共有150人，其中包括31名飞行员和31名领航员），驾驶一架SB飞机。在中国，他以笔名“芬波”进行战斗。参加了南京地区的战斗等行动。 1938年2月2 日，他亲自率领2 架轰炸机对台湾的日本机场进行轰炸，表现尤为出色。日本人没有预料到苏联航空兵会出现在其后方，也没有遵守伪装和防空措施，损失惨重：40架飞机、机库和燃料储存设施被烧毁。所有轰炸机返回基地。
1938年6月起任红军空军总局飞行技术高级督察。同时，自1939年1月起，他担任苏联至中国航线的负责人（沿线转运飞机400余架）。 1939年10月起任基辅特别军区空军副司令。
1939年12月冬季战争爆发，波雷宁被任命为第13集团军空军司令。1940年8月起任西部特别军区第13轰炸机航空师师长。
自1941年6月起就在第二次世界大战前线服役，担任西线第1轰炸机航空师师长。1941年8月起担任布良斯克方面军空军司令。1942年5月起任布良斯克方面军第2航空军副司令员，1942年9月起任西北方面军第6航空军副司令员。1943年1月起任西北地区第6航空军司令，1944年2月起任白俄罗斯第2方面军司令，1944年4月起任白俄罗斯第1方面军司令。1944年10月起任波兰陆军空军司令。
战后，他又指挥了两年波兰空军。1947年6月起任列宁格勒军区第13航空军司令。1950年5月起任第30航空军司令。 1953年10月，他被解除军队指挥权。
住在莫斯科。他曾在中央航空航天学院工作。写了一本回忆录。
他被安葬在莫斯科的昆采沃公墓（该坟墓被列入莫斯科国家历史文化古迹名录）。